# نساخما
نساخما كان ملك كوش في فترة مروي، حكم في نهاية القرن الخامس قبل الميلاد، سبقه في الحكم الملك سياسبقة وتبعه الملك مالي ويباماني، ناسخما معروف فقط من هرمه رقم 19 في نوري الصغير نسبيا والذي ممكن أن يدل على أن فترة حكمه كانت قصيرة.